# Rhoda Scott
Rhoda Scott (Dorothy, Atlantic megye, New Jersey, 1938. július 3. –) amerikai dzsesszorgonista, a Hammond-orgona királynője.

## Életrajz
Gyermekkorát New Jersey-ben töltötte. Eleinte templomokban orgonált, gospel kórusokat kísért. A Manhattan School of Musicban szerezte diplomáját. Egy kórustag meghívta egy dzsesszzenekarba, s ő azzal a feltétellel csatlakozott az együtteshez, hogy zongora helyett orgonán játszhat. Csakhamar elismert dzsesszzenész lett. 1967-ben Franciaországba költözött, ahol jóval nagyobb népszerűségre tett szert mint az USA-ban. Többször járt Budapesten is. Varnus Xavérral együtt is többször koncertezett. A magyar Pepita lemezcég két lemezét is kiadta.

## Diszkográfia
- 1968: A l'orgue Hammond: Take a Ladder
- 1970: Come Bach to Me
- 1971: Live at the Olympia
- 1973: A l'orgue Hammond - Ballades N°1
- 1973: Rhoda Scott 1.
- 1973: Rhoda Scott 2.
- 1974: Live at the Club Saint-Germain
- 1975: Ballades N°2
- 1975: Ballades N°3
- 1975: Rhoda Scott Budapesten
- 1976: In New York
- 1977: Rhoda Scott + Kenny Clarke
- 1980: Live – Salle Gaveau
- 1991: Negro Spirituals
- 2005: Very Saxy – Live au Méridien 2004
- 2005: Encore, Encore, Encore...
- 2009: From C to Shining C
- 2010: Beyond the Sea
- 2011: Rock My Boat
- 2016: On the Road Again: Live at Jazz Club Etoile
- 2017: Rhoda Scott Lady Quartet: We Free Queens
- 2020: Movin' Blues